# Oxsjötjärnen (Lillhärdals socken, Härjedalen)
Oxsjötjärnen är en sjö i Härjedalens kommun i Härjedalen och ingår i Ljusnans huvudavrinningsområde. Sjön har en area på 0,0546 kvadratkilometer och ligger 605,1 meter över havet.

## Delavrinningsområde
Oxsjötjärnen ingår i det delavrinningsområde (685123-139972) som SMHI kallar för Ovan 685190-139956. Medelhöjden är 619 meter över havet och ytan är 1,13 kvadratkilometer. Det finns ett avrinningsområde uppströms, och räknas det in blir den ackumulerade arean 10,38 kvadratkilometer. Vattendraget som avvattnar avrinningsområdet har biflödesordning 4, vilket innebär att vattnet flödar genom totalt 4 vattendrag innan det når havet efter 303 kilometer. Avrinningsområdet består mestadels av skog (86 procent). Avrinningsområdet har 0,06 kvadratkilometer vattenytor vilket ger det en sjöprocent på 4,9 procent.